# Lothar-Günther Buchheim
Lothar-Günther Buchheim , né le 6 février 1918 à Weimar et mort le 22 février 2007 à Starnberg, est un romancier, peintre, photographe, éditeur, et auteur d’ouvrages d’art allemand. Il est principalement connu pour son best-seller « Das Boot », appelé en français Le Styx, éponyme d'un film tiré de cet ouvrage et qui a également été couronné de succès.

## Biographie
Lothar-Günther Buchheim passe son enfance à Chemnitz. À 14 ans, il est considéré comme un enfant prodige, très doué pour le dessin et la peinture, et participe à des expositions collectives et à divers journaux et revues.

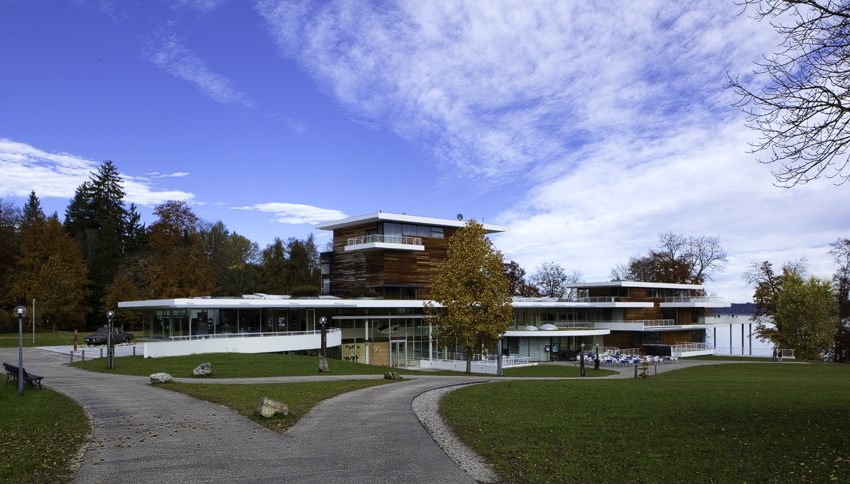
Le musée Buchheim à Bernried am Starnberger See

Après son baccalauréat, il étudie les beaux-arts à l'Académie de Dresde, puis à celle de Munich. Pendant la guerre, il est correspondant de guerre (avec le grade de Sonderführer-Leutnant, c'est-à-dire officier spécialisé, avec rang de lieutenant) dans la Marine de guerre ; il assiste à des missions périlleuses, sur des mouilleurs de mines, dans des destroyers, ainsi que dans le sous-marin U-96. Ce dernier reportage dans ce sous-marin lui inspire son plus grand succès de librairie.
La guerre finie, il ouvre un atelier d'artisanat et une galerie d'art. En 1951, il fonde à Francfort une édition de livres d'art. Il constitue une collection d'expressionnistes allemands : il est l'auteur de nombreux ouvrages de référence sur l'expressionnisme, de monographies de Max Beckmann, Otto Mueller et Picasso.
Il ouvre le Musée d'imagination au bord des rives du lac de Starnberg, dans lequel se trouve sa collection personnelle, qui compte beaucoup de peintures et dessins du mouvement expressionniste allemand, d'artistes persécutés sous la période nazie, ainsi que des objets d'artisanats du monde entier (poupées, sculptures…).

## Œuvres
- « Tage und Nachte steigen aus dem Strom » (« Des jours et des nuits surgissent du fleuve »), publié en 1939, raconte son voyage sur le Danube à bord d'un bateau qui l'emmène jusqu'à la mer Noire
- « Die Festung », nouvelle
- « Der Abschied », nouvelle
- « Die Eichenlaubfahrt », nouvelle publiée en 1975
- « Das Boot », (titre de la version française : « Le Styx ») est son premier roman, publié en 1976.